# Handal Roban
Handal Roban (5 settembre 2002) è un mezzofondista sanvincentino, ha vinto la medaglia d'oro negli 800 metri piani ai Giochi centramericani e caraibici nel 2023.

## Record nazionali
Seniores
- 800 metri piani: 1'45"93 ( San Salvador, 5 luglio 2023)
- 800 metri piani indoor: 1'46"81 ( Boston, 10 febbraio 2024)
- 1 000 metri piani indoor: 2'24"08 ( State College, 14 gennaio 2023)

## Palmarès
| Anno | Manifestazione              | Sede         | Evento      | Risultato   | Prestazione | Note  |
| ---- | --------------------------- | ------------ | ----------- | ----------- | ----------- | ----- |
| 2019 | Campionati NACAC U18        | Querétaro    | 800 m piani | Bronzo      | 1'53"39     |       |
| 2019 | Campionati panamericani U20 | San José     | 800 m piani | Batteria    | 1'52"69     |       |
| 2021 | Campionati NACAC U20        | San José     | 400 m piani | Argento     | 48"97       |       |
| 2021 | Campionati NACAC U20        | San José     | 800 m piani | Oro         | 1'49"75     |       |
| 2021 | Mondiali U20                | Nairobi      | 800 m piani | Semifinale  | 1'48"37     | [ 1 ] |
| 2022 | Giochi del Commonwealth     | Birmingham   | 800 m piani | Batteria    | 1'48"57     | [ 2 ] |
| 2022 | Campionati NACAC            | Freeport     | 800 m piani | Argento     | 1'47"03     |       |
| 2023 | Giochi CAC                  | San Salvador | 800 m piani | Oro         | 1'45"93     | [ 3 ] |
| 2023 | Campionati NACAC U23        | San José     | 800 m piani | Oro         | 1'47"43     |       |
| 2023 | Mondiali                    | Budapest     | 800 m piani | Batteria    | 1'46"86     | [ 4 ] |
| 2024 | Giochi olimpici             | Parigi       | 800 m piani | Ripescaggio | 1'45"80     |       |

## Altre competizioni internazionali
2018
- Bronzo ai CARIFTA Games U18 ( Nassau), 800 m piani - 1'56"83

2019
- Bronzo ai CARIFTA Games U20 ( George Town), 800 m piani - 1'52"22

2022
- Bronzo ai Giochi Caraibici ( Le Gosier), 1500 m piani - 3'58"37